# Metro w Bogocie
Metro w Bogocie – projektowany system metra naziemnego w Bogocie złożony z jednej linii o długości 24 km z 16 stacjami. W 2019 r. rozstrzygnięto przetarg na zaprojektowanie, budowę, dwudziestoletnią eksploatację i utrzymanie linii.